# Johann Ernst Eberlin
Johann Ernst Eberlin (ur. 27 marca 1702 w Jettingen, zm. 19 czerwca 1762 w Salzburgu) – austriacki organista i kompozytor epoki późnego baroku.
W latach 1721–1723 studiował prawo na uniwersytecie benedyktyńskim w Salzburgu. W roku 1726 arcybiskup Salzburga hrabia Franz Anton von Harrach mianował go swym organistą.
Eberlin komponował przede wszystkim muzykę religijną, w tym msze i kantaty. Poza tym tworzył również instrumentalne toccaty i fugi. Był również autorem opery Sigismundus. O jego muzyce wyrażał się pochlebnie inny kompozytor związany z Salzburgiem – Wolfgang Amadeus Mozart.